# ГЕС Комедеро
ГЕС Комедеро (Raúl J. Marsal) — гідроелектростанція у мексиканському штаті Сіналоа. Використовує ресурс із річки Сан-Лоренцо, яка впадає до південної частини Каліфорнійської затоки.
У 1975—1981 роках річку перекрили насипною греблею висотою 136 метрів, довжиною 400 метрів та товщиною по гребеню 10 метрів. Вона утримує водосховище з площею поверхні 89,7 км2 та об'ємом 2580 млн м3 (під час повені до 3966 млн м3). Корисний об'єм при цьому становить 2510 млн м3, що забезпечується коливанням рівня поверхні між позначками 203 та 272 метри НРМ (під час повені до 287 метрів НРМ).
У 1991-му комплекс доповнили пригреблевим машинним залом, де встановлено дві турбіни типу Френсіс потужністю по 50 МВт.